# Phreatogammarus fragilis
Phreatogammarus fragilis is een vlokreeftensoort uit de familie van de Phreatogammaridae. De wetenschappelijke naam van de soort is voor het eerst geldig gepubliceerd in 1882 door Charles Chilton.